# Carl Mainka
Carl Mainka (ur. 31 stycznia 1874 w Opolu, zm. 25 grudnia 1943 w Raciborzu) – niemiecki geofizyk i sejsmolog, wykładowca uniwersytetów w Strasburgu i Getyndze. Budowniczy stacji sejsmicznej w Raciborzu, którą wyposażył w aparaturę własnej konstrukcji, oraz pierwszej w Europie sieci obserwatoriów sejsmicznych działającej na Górnym Śląsku.